# Archiearis fasciata
Archiearis fasciata là một loài bướm đêm trong họ Geometridae.